# Clinopogon grossus
Clinopogon grossus är en tvåvingeart som först beskrevs av Stanley Willard Bromley 1947.  Clinopogon grossus ingår i släktet Clinopogon och familjen rovflugor. Inga underarter finns listade i Catalogue of Life.